# La, la, la
Chansons représentant l'Espagne au Concours Eurovision de la chanson
Hablemos del amor
(1967) Vivo cantando
(1969)
Chansons ayant remporté le Concours Eurovision de la chanson
 Puppet on a String
(1967)  Vivo cantando 
  Un jour, un enfant 
  De troubadour 
  Boom Bang-a-Bang
(1969)
La, la, la est la chanson gagnante du Concours Eurovision de la chanson 1968, interprétée par la chanteuse espagnole Massiel, marquant la première victoire de l'Espagne au Concours Eurovision de la chanson. L'Espagne gagne à nouveau le concours l'année suivante, à égalité avec la France, les Pays-Bas et le Royaume-Uni.
Le titre s'inscrit dans la tradition des chansons onomatopéiques à l'Eurovision, comme Diggi-Loo Diggi-Ley, Boom Bang-a-Bang ou Ding-A-Dong.
Massiel a également enregistré la chanson sous le même titre en allemand et en français sous le même titre, ainsi qu'en anglais sous le titre de La, la, la (He Gives Me Love) (« La, la, la (Il me donne de l'amour) »). Cette version en anglais fut également enregistrée par la chanteuse américaine Lesley Gore.

## À l'Eurovision
Elle est intégralement interprétée en espagnol, langue nationale, comme l'impose la règle entre 1966 et 1973.
La, la, la est la quinzième chanson interprétée lors de la soirée, après Chance of a Lifetime de Pat McGeegan qui représentait l'Irlande et avant Ein Hoch der Liebe de Wencke Myhre qui représentait l'Allemagne. À l'issue du vote, elle a obtenu 29 points, se classant 1re à égalité sur 17 chansons,.
Quelques années plus tard apparurent des soupçons de corruption quant à la victoire de Massiel : le gouvernement de Franco aurait acheté le jury. 

## Classements

### Classements hebdomadaires
| Classement (1968)                       | Meilleure position |
| --------------------------------------- | ------------------ |
| Allemagne de l'Ouest (Media Control)    | 12                 |
| Argentine (Escalera a la Fama)          | 4                  |
| Autriche (Ö3 Austria Top 40)            | 8                  |
| Belgique (Wallonie Ultratop 50 Singles) | 15                 |
| Espagne (El Gran Musical)               | 1                  |
| France (IFOP)                           | 59                 |
| Norvège (VG-lista)                      | 5                  |
| Pays-Bas (Nederlandse Top 40)           | 15                 |
| Pays-Bas (Single Top 100)               | 18                 |
| Royaume-Uni (UK Singles Chart)          | 35                 |
| Suisse (Schweizer Hitparade)            | 8                  |